# Das Marienleben
Das Marienleben ist ein Liederzyklus für Sopranstimme und Klavier (Op. 27) von Paul Hindemith nach dem gleichnamigen Gedichtzyklus Das Marien-Leben (1912) von Rainer Maria Rilke.

## Der Zyklus
Hindemith vertonte Rilkes Gedichte – wie viele andere seiner Werke – zweimal: zunächst 1923/24 als op. 27 und dann später (in einer stark überarbeiteten Version) nochmals 1948. Der Zyklus umfasst folgende Einzellieder:
- Geburt Mariä
- Die Darstellung
- Mariä Verkündigung
- Mariä Heimsuchung
- Argwohn Josephs
- Verkündigung über den Hirten
- Geburt Christi
- Rast auf der Flucht in Ägypten
- Von der Hochzeit
- Vor der Passion
- Pietà
- Stillung Mariä mit dem Auferstandenen
- Vom Tode Mariä I
- Vom Tode Mariä II
- Vom Tode Mariä III

## Rezeptionsgeschichte
Die Uraufführung fand am 15. Oktober 1923 in Frankfurt/Main statt. Beatrice Lauer-Kottlar wurde am Klavier begleitet von Emma Lübbecke, der langjährigen Kammermusikpartnerin von Hindemith.
Am 29. Januar 1953 wurde das neu gegründete Studio für Probleme zeitlich naher Musik, eine Veranstaltungsreihe für Neue Musik in Graz, mit dem Marienleben (erste Fassung) eröffnet. Ausführende waren Ilona Steingruber und Friedrich Wildgans.

## Diskographie (Auswahl)
Eine der frühesten Schallplatteneinspielungen des Zyklus stammt von Erna Berger, aufgenommen am 9. Dezember 1953 in Berlin. Klavier: Gerhard Puchelt; Label: Acanta/BASF.
Weitere Einspielungen: Jennie Tourel, Erich Itor Kahn (1954, Columbia); Gerda Lammers, Gerhard Puchelt (1966, nonesuch); Gundula Janowitz, Irwin Gage (1982, Jecklin); Roxolana Roslak, Glenn Gould (1978, Columbia); Annelies Kupper, Carl Seemann (1990, Christophorus); Juliane Banse, Martin Helmchen (2018, Alpha Classics).